# Andrea Appiani

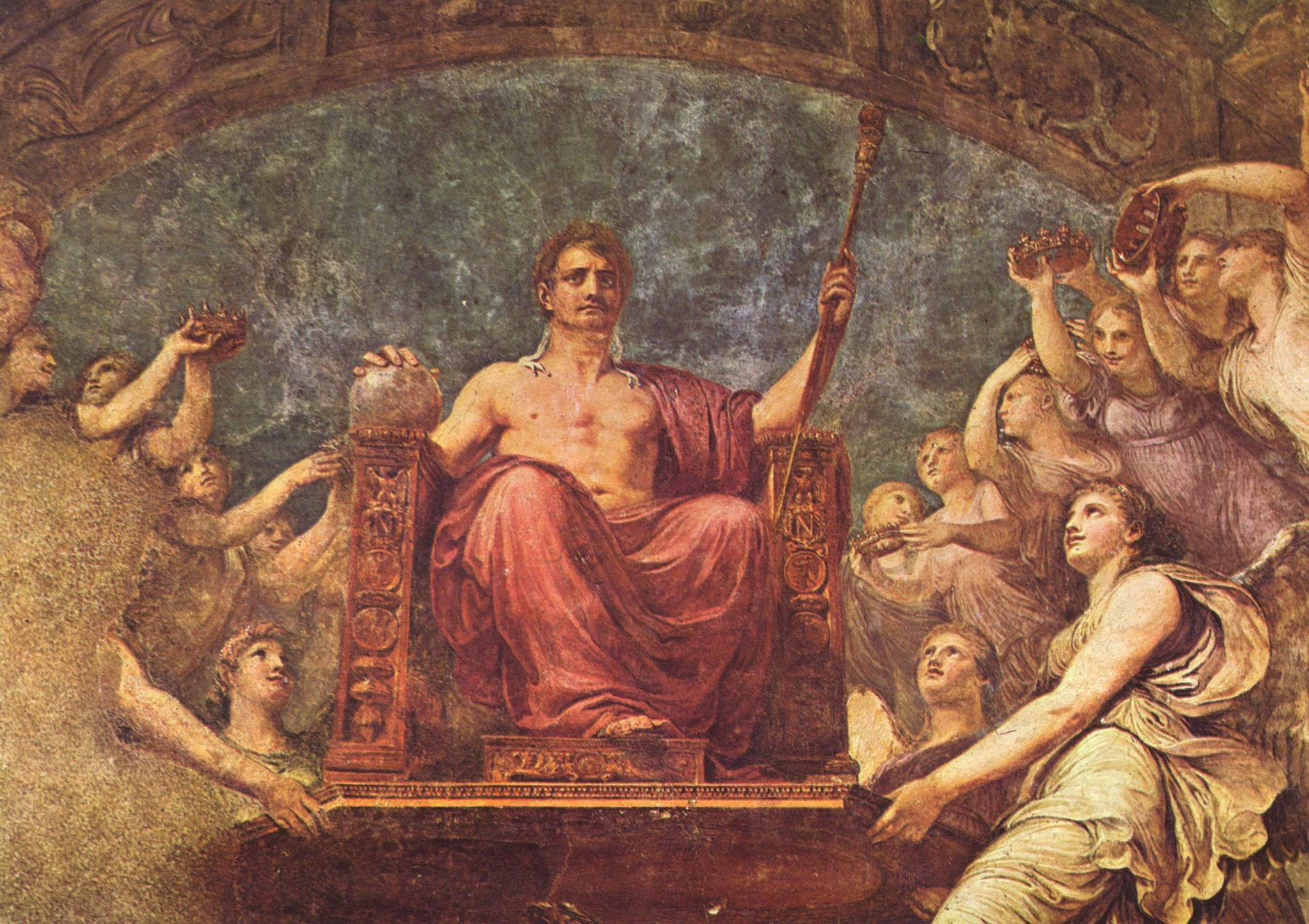
Andrea Appiani: Apotheose Napoleons (im Palazzo Reale, Mailand), 1807

Andrea Appiani (* 23. Mai 1754 in Mailand; † 8. November 1817 ebenda) war ein italienischer Maler des Klassizismus, der von seinen Zeitgenossen der „Maler der Anmut“ (Pittore delle Grazie) genannt wurde, weil er „[…] dem heroischen Stil Jacques-Louis Davids eine liebliche Eleganz hinzufügte.“

## Leben
Andrea Appiani war ein Autodidakt, der vor allem durch genaue Studien der Blüteperiode italienischer Wandmalerei, besonders der Raffaelschen, einen eigenen Stil entwickelte. In Mailand finden sich seine Werke in fast allen Palästen und Kirchen. Zur Verherrlichung der militärischen Erfolge Napoleons in Oberitalien, entwarf er zwischen 1796 und 1797 die Motivseiten der Gedenkmedaillen u. a. zu den Schlachten von Montenotte, Millesimo und Mantua. 1803 wurde er als auswärtiges Mitglied in die Académie des Beaux-Arts aufgenommen. Napoleon I. ernannte ihn 1805 zum Hofmaler (Premier Peintre du Roi) und gewährte ihm ein festes jährliches Gehalt. Nach dessen Sturz 1815 wurde Appiani nahezu mittellos und lebte vom Verkauf seiner Werke, er erlitt zwei Schlaganfälle.
Als herausragende Werke gelten die Fresken aus dem Mythos von Amor und Psyche in der königlichen Villa zu Monza, die Kuppelgemälde in der Kirche Santa Maria di San Celso zu Mailand und Apollo mit den Musen in der Villa Bonaparte.
Sein Neffe Andrea Appiani d.J. (il Giovane, 1817–1865) wurde ebenfalls Maler, weswegen dessen Onkel im Kunsthandel auch als Andrea Appiani d.Ä. bezeichnet wird.

## Werke (Auszug)
- Porträt Napoleon Bonaparte als König von Italien, 1805, Öl auf Leinwand, ca. 90 × 70 cm, signiert und datiert auf Postament links und rechts: „A. APPIANI FEC MDCCCV“, Heeresgeschichtliches Museum, Wien.[3]
- Allegorie auf den Frieden von Pressburg, 1808, Öl auf Leinwand, 38 × 46 cm, Puschkin-Museum, Moskau
- Porträt Eugène de Beauharnais, um 1800, Bleistift/Aquarell, 15 × 12 cm, Museo Correr, Venedig
- Porträt Madame Hamelin, 1798, Öl auf Leinwand, 70 × 55 cm, Musée Carnavalet, Paris

## Galerie

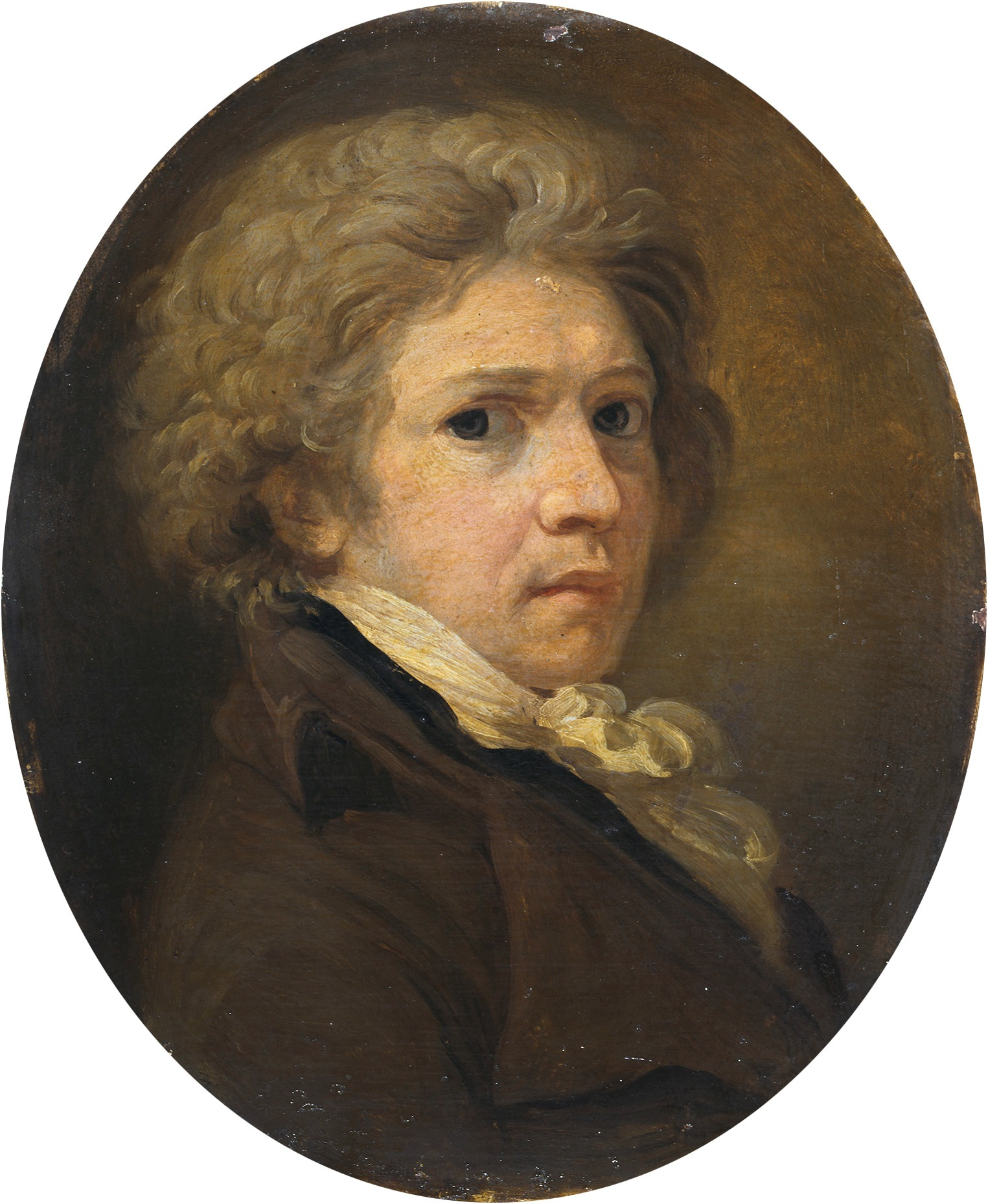
Appiani: Autoporträt
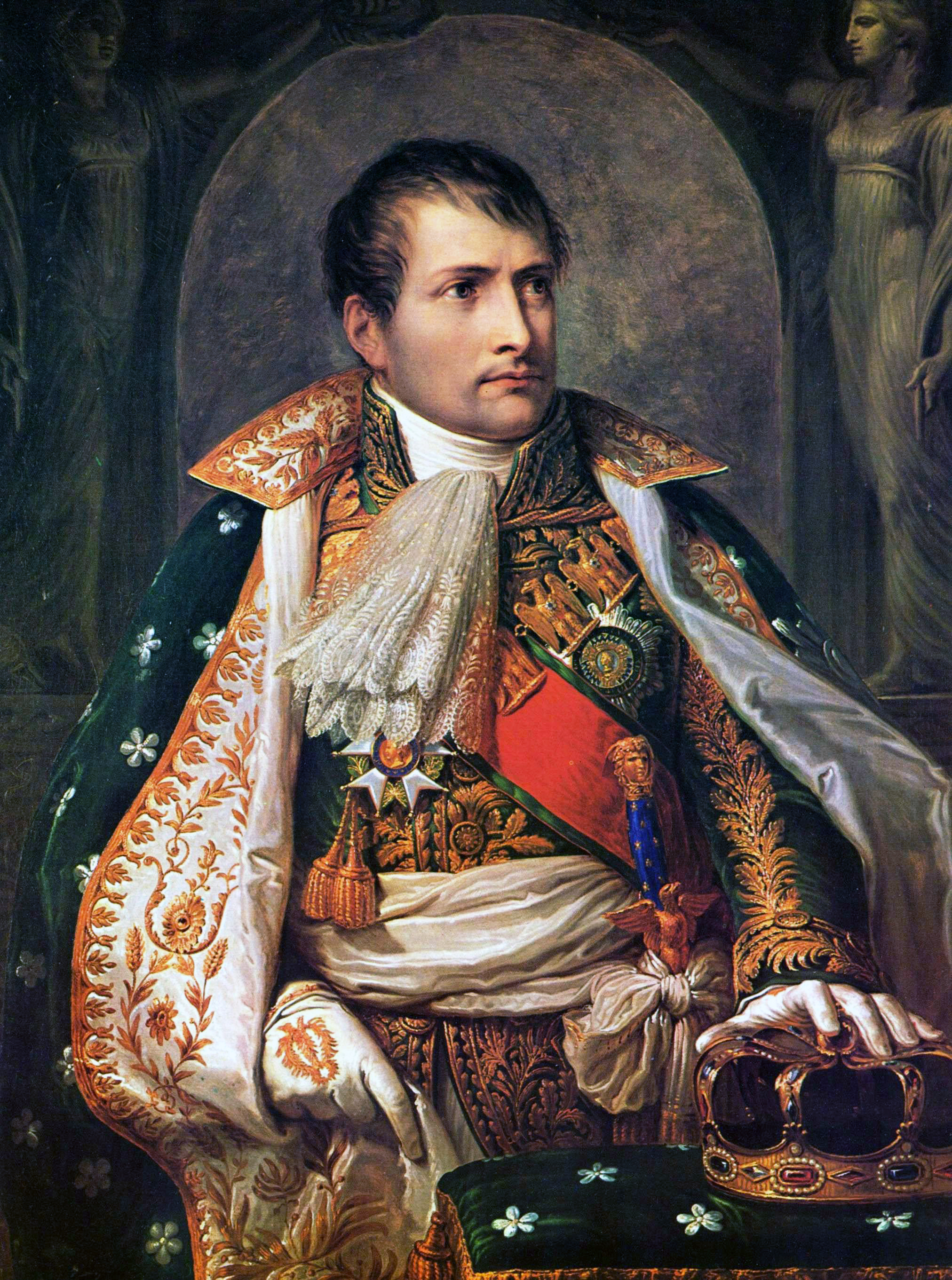
Porträt des Napoleon
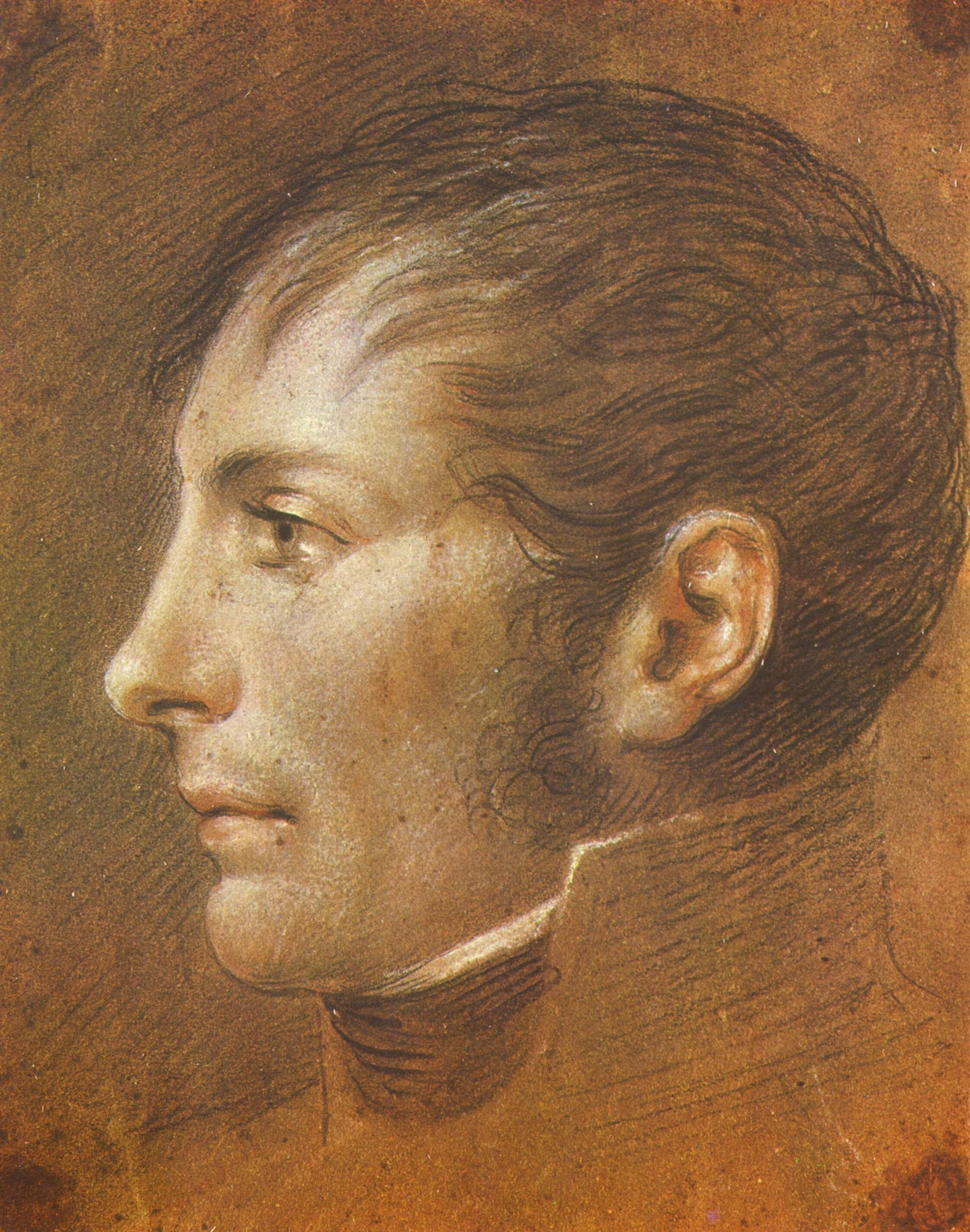
Porträt von Eugène de Beauharnais
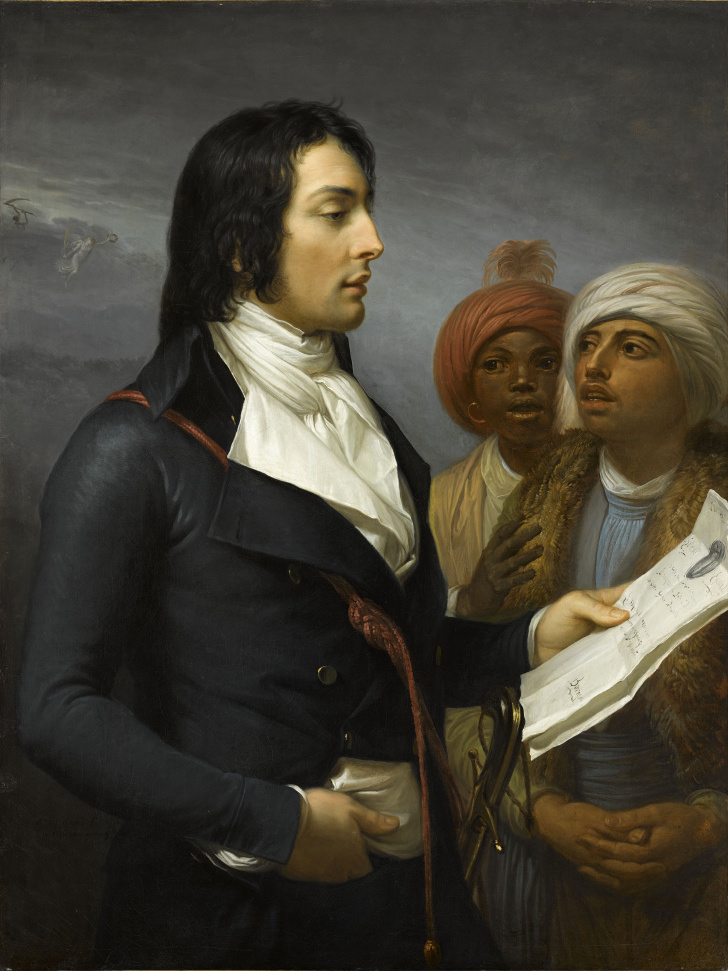
Bildnis des Louis-Charles-Antoine Desaix
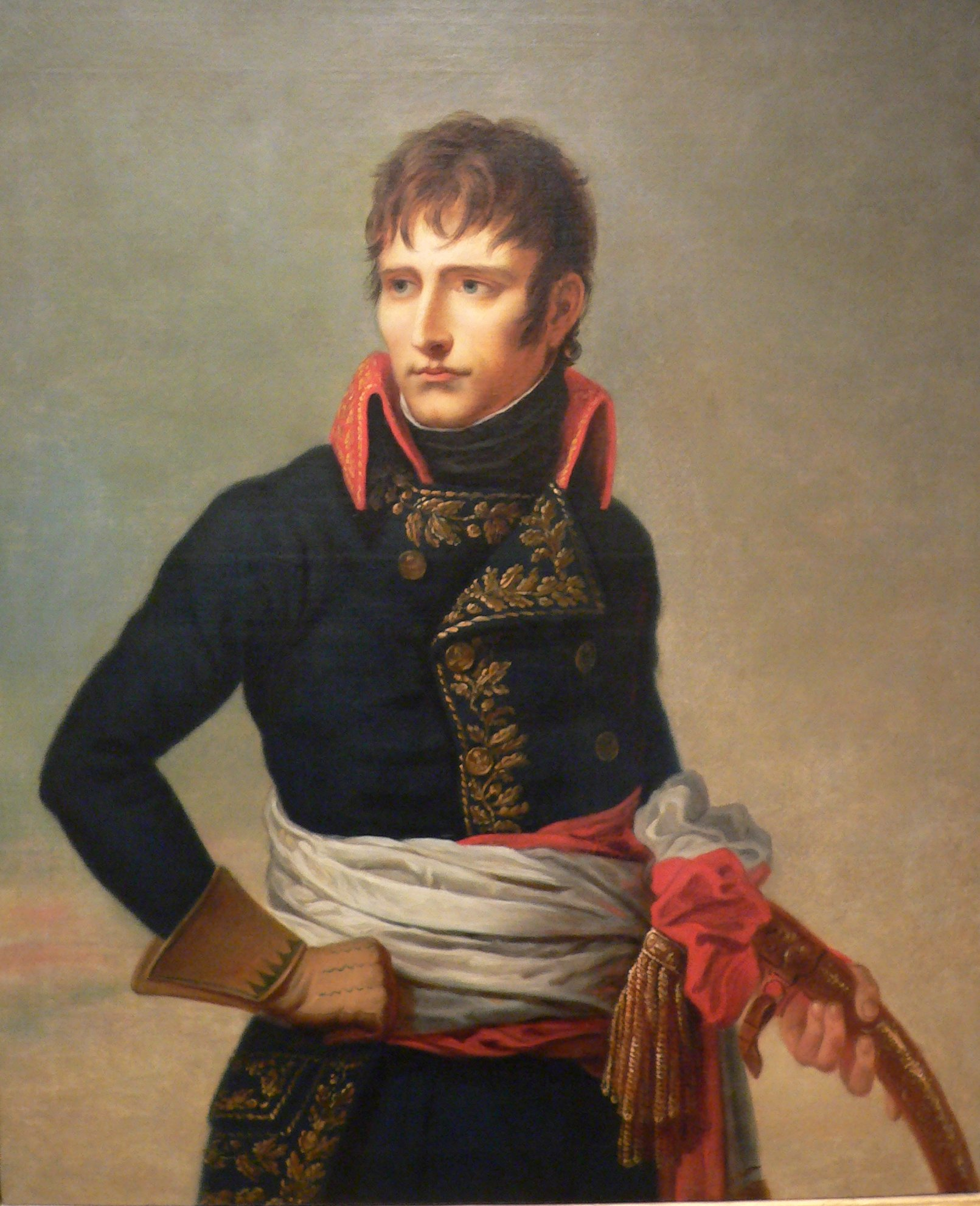
Napoleon I